# 157894 Yasminwalter
157894 Yasminwalter è un asteroide della fascia principale esterna. Scoperto nel 1999, presenta un'orbita caratterizzata da un semiasse maggiore pari a 2,881102 UA e da un'eccentricità di 0,203780, inclinata di 3,173774ª rispetto all'eclittica. Ha un diametro di 2,050 km e un'albedo di 0,221.